# لغة الإشارة الغاندروكية
لغة الإشارة الغاندروكية أو لغة غاندروك للإشارة هي لغة إشارة تستخدم في قرية غاندروك التي تقع في وسط النيبال. المتكلمون المحليون بهذه اللغة (20) لعام (2011).